# Richie Ramone
Richard Reinhardt (Passaic, Nueva Jersey, 11 de agosto de 1957), más conocido como Richie Ramone o también Richard Beau, es un músico estadounidense, conocido principalmente por haber sido el baterista de la banda de punk rock Ramones, desde febrero de 1983 hasta agosto de 1987. Fue el único baterista del grupo acreditado como compositor y escritor de seis canciones del grupo, entre las que están «Humankind», «Somebody Put Something in My Drink», «I Know Better Now» y «I'm Not Jesus», y en la actualidad, es uno de los tres miembros sobrevivientes de la banda (siendo los otros Marky Ramone y C.J. Ramone).

## Vida y carrera
Richie se unió a Ramones antes del lanzamiento de Subterranean Jungle a finales de 1982 y aparece en los dos videos musicales de ese álbum, a pesar de que no participó de las grabaciones. Grabó los álbumes Too Tough to Die, Animal Boy y Halfway to Sanity y aparece en las compilaciones, Greatest Hits, Loud, Fast Ramones: Their Toughest Hits, Weird Tales of the Ramones, y en el DVD en directo It's Alive 1974-1996. Aportó uno de los éxitos de los Ramones "Somebody Put Something in My Drink" que se incluye en el álbum Ramones Mania, el único álbum de Ramones en llegar al disco de oro, así como "Smash You", "Humankind", "I'm Not Jesus", "I Know Better Now" y "(You) Can't Say Anything Nice". Las canciones "I'm Not Jesus" y "Somebody Put Something in My Drink" han sido interpretadas por varias bandas de todo el mundo, particularmente bandas de metal como Children of Bodom y Behemoth.
Fue el único baterista en participar como vocalista líder en canciones de Ramones, incluyendo "Can't Say Anything Nice" y la inédita "Elevator Operator", además de varios demos. La habilidad para cantar de Richie fue apreciada por Joey Ramone: "Richie es muy talentoso y versátil... Él realmente fortaleció la banda al 100% porque hace coros, es cantante líder y canta el material de Dee Dee. En el pasado, era únicamente yo quien cantaba". Richie realizó más de 500 conciertos por todo el mundo con los Ramones, incluyendo América del Sur, donde los fanáticos llevaban pancartas que decían "Richie" y "Drink" en homenaje a su ídolo.
La relación de los miembros de Ramones a menudo era inestable, tal como se documenta en el libro de Monte Melnick, On the Road with the Ramones, y en el libro de Mickey Leigh, I Splent with Joey Ramone. En el documental End of the Century: The Story of the Ramones, Richie revela que tenía diferencias artísticas con Johnny Ramone las cuales se situaron en el estudio de grabación cuando Richie se encontraba mezclando "Halfway to Sanity" a petición de última hora de Joey Ramone. Sin embargo, Richie tuvo la suerte de disfrutar de vínculos estrechos con el compositor y bajista Dee Dee Ramone]] y con Joey Ramone quien declaró: "Richie salvo la banda en lo que a mí respecta. Fue lo mejor que le ha pasado a los Ramones. Nos devolvió el espíritu".
Richie dejó la banda abruptamente en agosto de 1987, supuestamente a causa de una disputa por dinero. De acuerdo con entrevistas en la película End of the Century: The Story of the Ramones renunció después de que Johnny Ramone se negó a compartir equitativamente el dinero de las ventas de camisetas con él. Posteriormente, Richie trabajó en algunas de las grabaciones en solitario de Dee Dee. Fue reemplazado brevemente por Elvis Ramone (también conocido como Clem Burke de Blondie y The Romantics). Después de Elvis quién solo toco en dos conciertos, el predecesor de Richie fue Marky Ramone quién volvió a la banda y se quedó hasta la disolución en 1996. Richie asistió al funeral de Joey Ramone, el 17 de abril de 2001, dos días después de su muerte, el director creativo de la banda, Arturo Vega comentó esto de forma agradable.
En la actualidad sigue brindando conciertos por diferentes partes del mundo.

## Discografía

### ConRamones
- Too Tough to Die (1984)
- Animal Boy (1986)
- Halfway to Sanity (1987)
- Smash You: Live ’85 (2002)
  - Disco en directo grabado en 1985 y lanzado como el segundo disco en las copias iniciales de Loud, Fast Ramones: Their Toughest Hits

### Con Rock & Roll Rats
- Rebel 67 (2013)

### Con The Gobshites
- The Whistle Before the Snap (2013)
- Live from the Dogghouse (2013)

### Como invitado especial
- Velveteen - After Hours (1983) (como Richard Beau)
- Fred Schneider - Fred Schneider and the Shake Society (1984) (como Richard Beau)
- Joey Ramone - Ya Know? (2012)
- Ambulance - Planet You (2012)
- Dan Sartain - Love is Suicide (2013)
- Los Wezos (argentina) - El principio del final (2018)

### Solista
- Entitled (2013)
- Cellophane (2016)
- Live To Tell (2023)